# Zastava 615

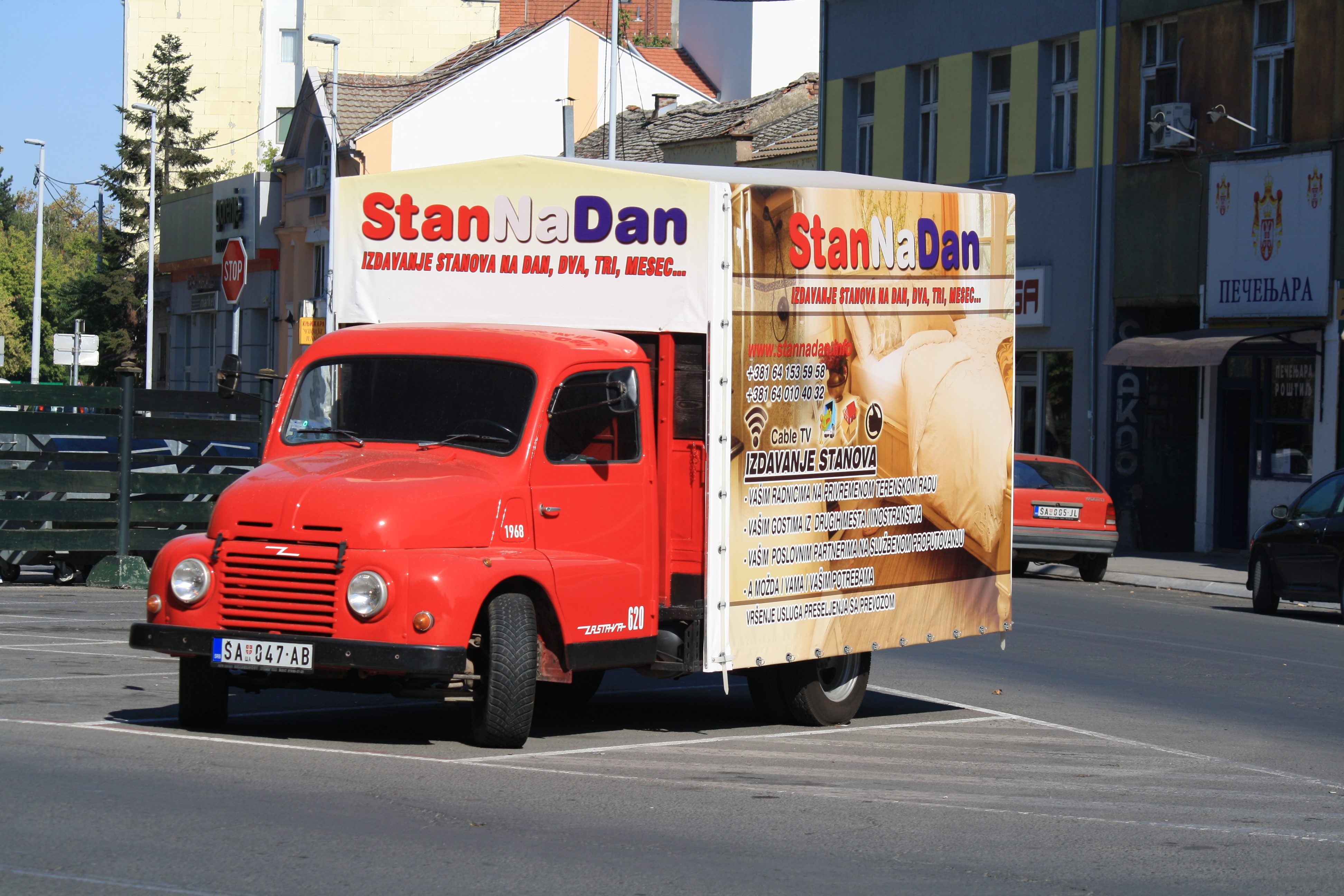
Zastava 620 véhicule publicitaire

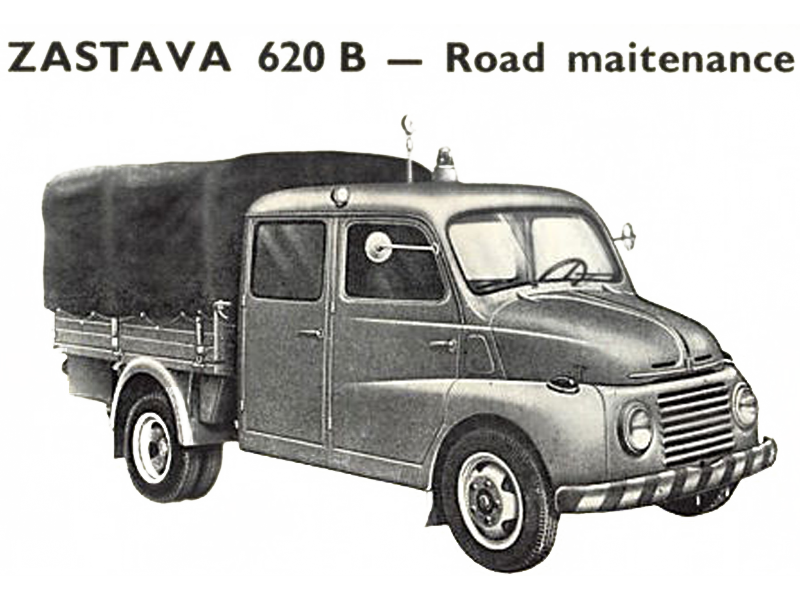
Zastava 620-B cabine double

Le camion léger Zastava 615, appelé populairement Zastavica, est la version yougoslave du FIAT 615 présenté en 1951 en Italie. Il a été fabriqué sous licence de 1956 à 1972 dans l'usine Zastava de Kragujevac. À partir de 1961, il a été secondé par la Zastava 620-B

## Histoire
La fabrication de camions a débuté dans l'usine Zastava de Kragujevac avant la Seconde Guerre mondiale avec l'assemblage sous licence de camions Chevrolet. À peine 400 exemplaires ont été fabriqués, destinés à l'armée yougoslave du Maréchal Tito. En 1953, 162 Jeep Willys ont également été fabriquées sous licence Chrysler.
Mais c'est à partir des accords de coopération avec le constructeur italien FIAT S.p.A. du 12 août 1954 que Zastava lance une fabrication régulière d'automobiles, véhicules utilitaires, camions et autobus. À partir de 1954, Zastava a assemblé et fabriqué, sous licence, la grosse berline Zastava 1400, copie conforme de l'original italien et la Zastava Campagnola AR-51 puis, à partir de 1955, la fourgonnette Zastava 1100 TF.
En 1956, Zastava obtient la licence pour fabriquer le petit camion Zastava 615 B, copie conforme de l'original italien FIAT 615 mais équipé du même moteur FIAT essence type 105.B de 1,9 litre qui équipe la Campagnola.
Ce camion léger, aux caractéristiques utilitaires très marquées, a bénéficié de toute l'expérience de FIAT V.I. dans le domaine des petits camions. Doté d'une cabine à capot (court) comme sur les gros porteurs de l'époque, elle habille un châssis qui a démontré être parmi les plus robustes et fiables de l'époque. Il dispose du nouveau moteur FIAT à essence type 105.B de 1 901 cm3 développant 47 ch à 3 500 tr/min avec un couple élevé, déjà utilisé sur la grosse berline FIAT 1900 en Italie et la Zastava Campagnola produite sous licence localement. 

## Zastava 620
À partir de 1959, une version plus puissante du même moteur à essence, dans sa version FIAT 105.BJ, de 1,9 litre développant 61 ch DIN est lancée sous l'appellation Zastava 620-B qui vient compléter l'offre dans le créneau des petits camions dont la charge utile est portée à 2,15 tonnes. Une variante à 4 portes est aussi présente au catalogue yougoslave, version qui n'a jamais existé en Italie,.
En 1961, le moteur diesel FIAT 305.D vient équiper le modèle Zastava 620-D. Ce moteur diesel a fait son apparition en Italie dans la version FIAT 615 N en 1952. D'une cylindrée de 1 901 cm3, il développe 40 ch DIN à 3 200 tr/min. Le camion a une charge utile de 1,65 t, pour un PTAC de 3,15 tonnes, il s'est taillé une forte réputation pour porter plus que son poids, chose très rare à l'époque.
Le constructeur yougoslave, peut être pour pallier le manque de carrossiers industriels dans tout le pays, a proposé directement plusieurs aménagements du 620. Le véhicule, livré à la base en version châssis cabine à faire carrosser, a surtout été commercialisé déjà équipé en versions :
- Plateau fixe avec bâche[6],
- Benne basculante pour chantier,
- Entretien de voirie, doté d'une cabine double pouvant transporter 5 passagers avec la signalisation réglementaire sur le pare-chocs avant et la ridelle arrière, gyrophare orange  et projecteur de travail de nuit orientable sur le toit[7],
- Transport de pain, doté d'une superstructure métallique ventilée électriquement, aménagée pour le transport de 1 190 kilogrammes de pain dans 66 paniers en aluminium et de 45 kilogrammes de pain spécial dans 6 paniers plus petits[8],
- Transport de viande, doté d'une superstructure frigorifique en aluminium permettant de transporter 1 200 kg de viande sur 30 crochets, avec une large porte arrière[9],
- Ambulance. L'aménagement du véhicule est conçu pour transporter deux patients légers sur deux lits. Le conducteur et le passager étaient séparés de la zone réservée aux patients par une cloison dotée d'une fenêtre coulissante. Le chargement des patients s'opère par une double porte à l'arrière. Le véhicule est équipé d'un chauffage, d'un gyrophare bleu et d'une sirène et d'un feu de signalisation avec une croix rouge[10].

Le Fiat 615 a été un véhicule très moderne pour l'époque. Aucun concurrent n'est arrivé à lui enlever la moindre part de marché. L'exportation, chose rarissime à l'époque, confirma cette réputation, mais la production en Italie s'est vite révélée insuffisante et le camion a été largement fabriqué sous licence, en Autriche Steyr 260, en Pologne et en Yougoslavie chez Zastava à partir de 1956.

La série, Zastava 615 / 616 / 620 a connu un très grand succès en Yougoslavie grâce aux qualités du véhicule, fiabilité et faible coût d'utilisation, mais surtout à sa polyvalence d'utilisation. Plus de 36 000 exemplaires ont été fabriqués pour le marché local et quelques exportations dans les pays de l'Est.
Le Zastava 620 est resté en fabrication jusqu'en 1978, lorsqu'il sera remplacé par la gamme Zastava 615-AN / 624 / 630 & 635.

## Zastava 616 D
La version équipée du moteur diesel FIAT a été lancée en 1968 sous la référence Zastava 616 D. L'aspect extérieur et la finition intérieure du modèle ne comportaient aucune différence significative avec les autres modèles de la gamme, seule la calandre différait des modèles 615/620. Une petite série a été équipée d'un moteur diesel Perkins de 45 kW produit sous licence en Roumanie et Bulgarie. La plus grande partie a été équipée du moteur diesel FIAT 8030 de 2 591 cm3 développant 61,5 ch à 3 200 tr/min, beaucoup plus fiable, plus économique avec une consommation d'environ 6 litres aux 100 km. Comme les autres versions, le Zastava 616-D a été commercialisé en plusieurs variantes, camion plateau, camion frigo, ambulance, camion plateau et minibus. Il a également existé la version avec double cabine avec 3 ou 4 portes. Un châssis unique équipait toutes les variantes avec 5,295 mètres de longueur, 1,92 de largeur et un empattement de 2,45 mètres. Le poids total du véhicule est resté à 3,50 tonnes pour être conduit avec un permis voiture. Le modèle est resté en fabrication jusqu'en 1981, avant d'être définitivement remplacé par la série 615-AN / 624 / 630 / 635.

## Zastava 615-AN / 624 / 630 / 635

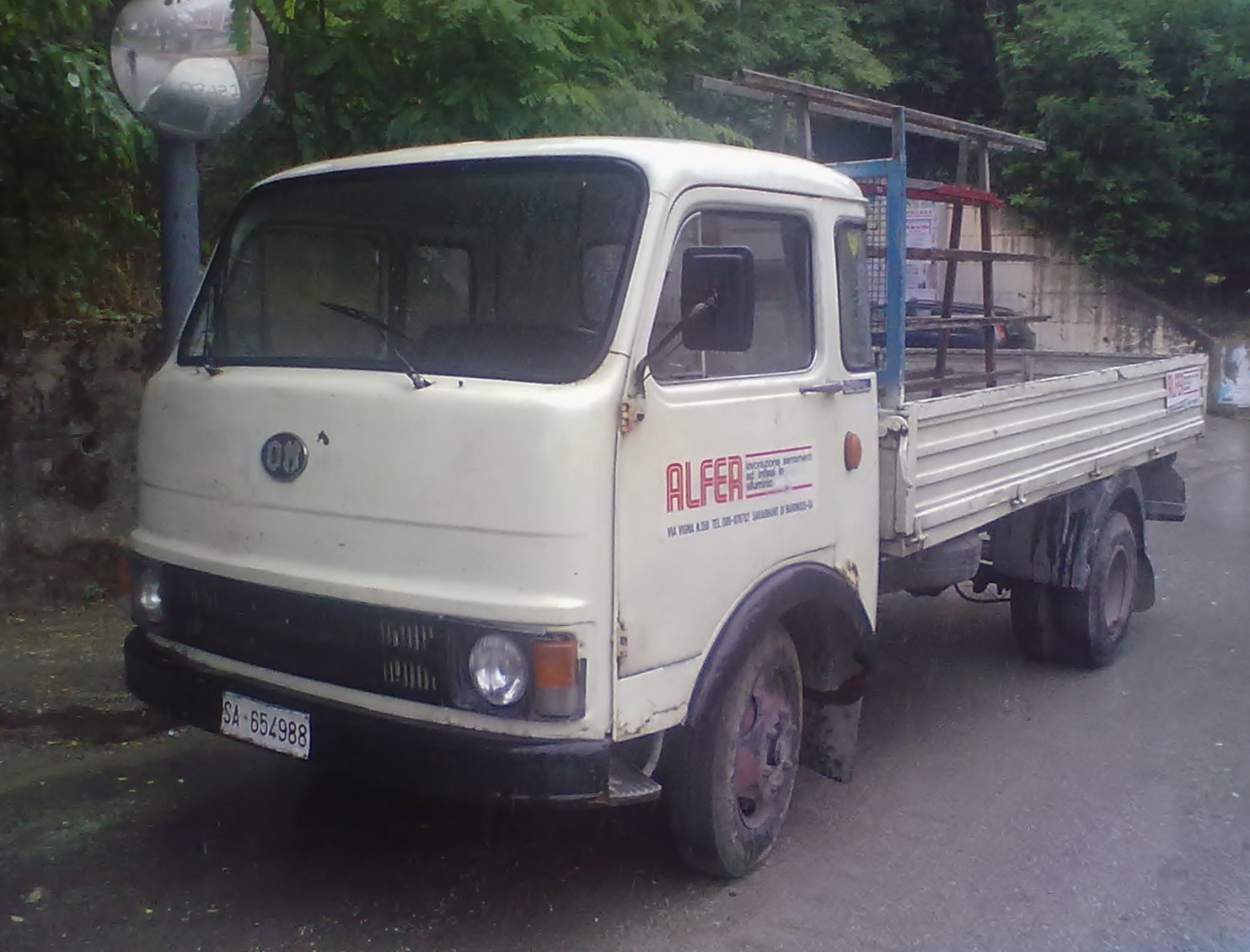
Fiat OM 40

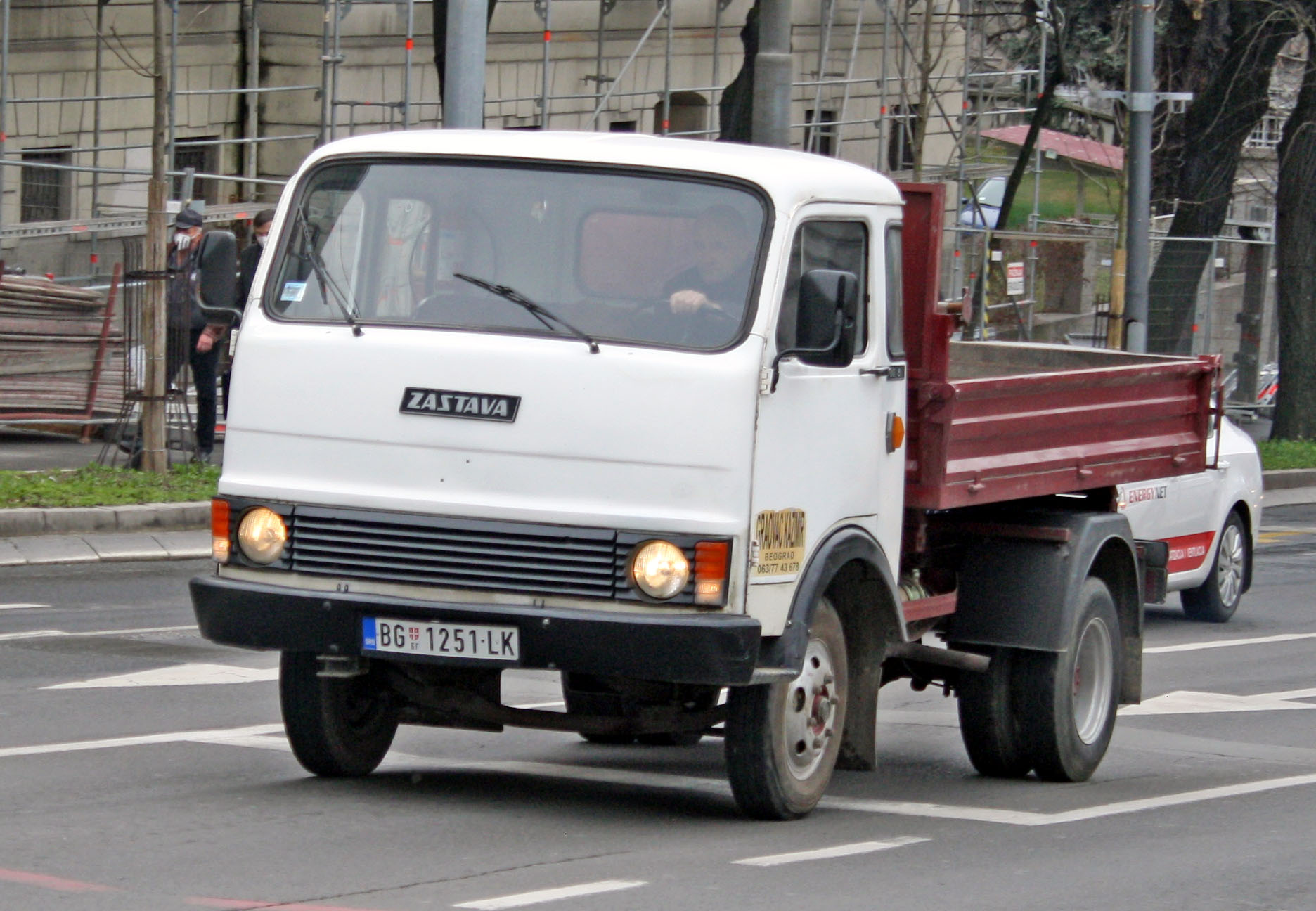
Zastava 635-AN

À la suite d'un deuxième accord de coopération signé avec FIAT V.I. le 5 août 1978, en échange d'une prise de participation de 36% dans le capital de Zastava Kamioni, filiale de Zastava dédiée aux poids lourds et autobus, le constructeur yougoslave acquiert les licences pour fabriquer les FIAT-OM 40/35 et 40, versions d'entrée de gamme de la série FIAT-OM série « X », modèles qui ont conservé l'ancienne cabine des OM série « zoologique » dérivés du petit OM Orsetto 15 (ourson), avec un PTAC 3,0 tonnes et une charge utile de 1,8 tonne.
Pour respecter la continuité dans la gamme Zastava Kamioni, le constructeur yougoslave a conservé la dénomination typique des modèles FIAT V.I. qu'il a adoptée. Les camions ont tous la numérotation 600. En 1978, Zastava Kamioni lance la série de petits camions :
- 615-AN, ("A" pour le distinguer de la 1re version avec cabine à capot baptisée 615-B avec "B" pour "Benzina" en italien), charge utile 1,65 tonne,
- 624, charge utile 2,4 tonnes,
- 630, charge utile 3,0 tonnes,
- 635, charge utile 3,5 tonnes.

## La série 615 / 616 / 620
| Modèle                                                | Type                                                  | Années de production      | Type moteur                          | Cylindrée             | Puissance (ch DIN)          | PTAC (en tonnes) |
| ----------------------------------------------------- | ----------------------------------------------------- | ------------------------- | ------------------------------------ | --------------------- | --------------------------- | ---------------- |
| Zastava 1100/1300/1500 T                              | Utilitaire léger, châssis cabine, fourgon, minibus    | 1959 - 1981               | FIAT 103.G / 116.003 / 115.C essence | 1 221 / 1 295 / 1 481 | 45 / 50 / 55 à 4.800 tr/min | 2,5              |
| Zastava 1100/1300/1500 TD                             | Utilitaire léger, châssis cabine, fourgon, minibus    | 1959 - 1981               | FIAT 305.D diesel                    | 1 901                 | 53 à 3.800 tr/min           | 2,5              |
| FIAT 615 Tipo 2102                                    | camion léger, châssis cabine, fourgon, midibus        | 1951 - 1952               | FIAT 101.005 essence                 | 1 395                 | 39 à 3.800 tr/min           | 3,1              |
| FIAT 615-2                                            | châssis cabine, fourgon, pulmino                      | 1952 - 1956               | FIAT 305.010 essence                 | 1.901                 | 40 à 3.200 tr/min           | 3,2              |
| FIAT 615N                                             | châssis cabine fourgon - autobus                      | 1956 - 1960               | FIAT 305.B diesel                    | 1.901                 | 43 à 3.200 tr/min           | 3,2              |
| Zastava 615-B idem FIAT 615                           | châssis cabine fourgon - autobus                      | 1956 - 1972 - 1960 - 1969 | Fiat 105.A - B essence               | 1.901                 | 47 à 3.500 tr/min           | 3,15             |
| Zastava 615-AN idem FIAT-OM 40                        | châssis cabine fourgon - autobus                      | 1969 - 1973               | FIAT 305.D diesel                    | 1.901                 | 47 à 3.800 tr/min           | 3,15             |
| Zastava 616-D                                         | camion, plateau, fourgon, ambulance, autobus          | 1968 - 1978               | FIAT 8030 diesel                     | 2.591                 | 61,5 à 3.200 tr/min         | 3,65             |
| Zastava 620-B                                         | camion, plateau, fourgon, ambulance, autobus          | 1961 - 1972               | FIAT 105.BJ.05 essence               | 1.901                 | 51 à 3.200 tr/min           | 3,65             |
| Zastava 620-D                                         | camion, plateau, fourgon, ambulance, autobus          | 1964 - 1979               | FIAT 305.D diesel                    | 1.901                 | 51 à 3.500 tr/min           | 3,65             |
| Zastava 624 / 630 / 635 / 640 Mali OM idem FIAT-OM 40 | camion plateau, fourgon, autobus                      | 1969 - 1985               | FIAT 8040.02 diesel                  | 3.456                 | 81 à 3.200 tr/min           | 3,5 / 4,0        |
| Steyr 260 idem FIAT 615                               | camion plateau, fourgon                               | 1953 - 1955               | Steyr WB 405 essence                 | 1.997                 | 50                          | 3,0              |
| Steyr 260-D idem FIAT 615.N                           | camion plateau, fourgon                               | 1954 - 1959               | FIAT 305.B diesel                    | 1.901                 | 40 à 3.200 tr/min           | 3,0              |
| FIAT 616                                              | camion, châssis cabine, fourgon                       | 1965 - 1968               | FIAT 237.G diesel                    | 2.125                 | 65 à 4.000 tr/min           | 3,5              |
| FIAT 616N                                             | camion, châssis cabine, fourgon                       | 1965 - 1968               | FIAT 230.A diesel                    | 2.693                 | 51 à 3.500 tr/min           | 3,5              |
| FIAT 616 N4                                           | 2e série n.lle cabine camion, châssis cabine, fourgon | 1968 - 1978               | FIAT 804.A / 8040.02 diesel          | 3.119 / 3.456         | 70 / 81,5 à 3.200 tr/min    | 3,5              |

## Les versions autobus
Le mini/midibus dérivé du FIAT 615 a commencé à être produit par FIAT Bus en Italie en 1950 et six ans plus tard par Zastava à Kragujevac, dont le châssis nu avec la façade avant sont livrés et complétés dans l'usine de la carrosserie AutoDubrava de Zagreb.

### Autobus Zastava 615
Le Zastava 615-B a été fabriqué en version minibus de 1956 jusqu'en 1969, équipé du moteur FIAT essence type 105 de 1 901 cm3 développant 61 ch DIN à 4.000 tr/min. Disposant de 14 places assises, il a été très utilisé pour les transports de petits groupes, notamment par les hôtels.
Comme pour le FIAT 615, il a été disponible avec deux carrosseries distinctes :
- sur la base de la version allongée du fourgon pour accueillir 14 sièges plus 3 strapontins,
- sur une base baptisée Pulmino avec une carrosserie minibus comportant 11 fauteuils plus 2 strapontins, avec un aménagement plus luxueux.

### Autobus Zastava 620
Les 2 modèles 615 ont été remplacés en 1970 par le Zastava 620 qui n'apportait aucune évolution technique mais bénéficia d'un empattement légèrement allongé et une motorisation diesel, identique à celle de l'autobus italien FIAT 615N. 
La version Pulmino a vu sa face avant retouchée et équipée des doubles phares de la Zastava 1300. 
Les Zastava 620 ont été fabriqués jusqu'à la fin d'année 1979. Ils ont été remplacés par une nouvelle génération de midibus, les Zastava 635 et Neretva 18, 23, 25T et 26P, qui reprenaient le style classique des autobus FIAT Bus de l'époque,,.

Aucune donnée précise n'est disponible concernant le nombre d'exemplaires fabriqués.